# HMS Kent (F78)
Za druge ladje glejte HMS Kent.
HMS Kent (F78) je fregata razreda type 23 Kraljeve vojne mornarice.